# Eulimnichus impostus
Eulimnichus impostus är en skalbaggsart som beskrevs av Wooldridge 1978. Eulimnichus impostus ingår i släktet Eulimnichus och familjen lerstrandbaggar. Inga underarter finns listade i Catalogue of Life.